# Rhynchostegium robustum
Rhynchostegium robustum är en bladmossart som beskrevs av William Russell Buck 1988. Rhynchostegium robustum ingår i släktet näbbmossor, och familjen Brachytheciaceae. Inga underarter finns listade i Catalogue of Life.